# Justine Philie
Justine Philie est une scénariste, autrice et humoriste québécoise.

## Biographie

### Formation
Justine Philie est diplômée de l’École nationale de l’humour en 2012, après avoir étudié en critique et dramaturgie à l’Université du Québec à Montréal.

### Carrière
Justine Philie œuvre dans le milieu de l’écriture télévisuelle et humoristique depuis plus d’une décennie. Elle a contribué à de nombreuses émissions, dont Prière de ne pas envoyer de fleurs, Bonsoir bonsoir!, Les enfants de la télé, Les Sapiens, Un souper presque parfait et Corde raide.
Elle a également été scriptrice pour plusieurs humoristes, notamment Christine Morency, Korine Côté et Mariana Mazza, avec qui elle a coécrit le film Maria. Elle a aussi participé à l’écriture de la série Les petits rois, diffusée sur ICI Télé, en collaboration avec Marie-Hélène Lapierre.
En 2024, elle signe la scénarisation de la série humoristique Ils sont parmi nous, diffusée sur Noovo et Crave, une comédie sur fond de théories du complot et d’ufologie.
Elle a aussi été autrice pour les revues de fin d’année Bye Bye et Revue et corrigée, et a participé à plusieurs galas, dont le Gala Les Olivier.

## Style et thématiques
Justine Philie est reconnue pour son humour incisif, ses dialogues naturels et ses personnages nuancés. Elle aborde souvent des thèmes liés à la jeunesse, à la diversité, à la culture queer et aux enjeux sociaux, tout en conservant un ton accessible et comique.

## Filmographie

### Autrice

#### Cinéma
- 2021 : Maria

#### Télévision
- 2024 : Marco Lachance
- 2024 : L'aréna
- 2024 : Vestiaires
- 2024 : Le Grand Ménage des fêtes
- 2023 : Martin Matte en direct
- 2022 : Les petits rois
- 2021 : Caméra Café II
- 2021 : La soirée Mammouth
- 2020 : Bye Bye 2020
- 2020 : Rue King
- 2020 : La Dump
- 2020 : Bijoux de famille
- 2019 : Roast Battle : le grand duel
- 2015 : Madame Lebrun

#### Web-série
- 2024 : Ils sont parmi nous

### Script-éditrice

#### Émissions spéciales
- 2024 : Mariana Mazza : Impolie - Pardonne-moi si je t'aime
- 2023 : Korine Côté : Gros Plan
- 2021 : Katherine Levac - Grosse

#### Galas
- 2023 : L'Ultime gala Juste pour rire
- 2023 : Gala Les Olivier 2023
- 2022 : Gala Juste pour rire 2022
- 2022 : Gala Les Olivier 2022

### Animatrice

#### Baladodiffusion
- 2023 : D'amour ou d'amitié

### Collaboratrice

#### Radio
- 2022 : Jeannot BBQ
- 2024 : La journée (est encore jeune)

## Distinctions

### Nominations

#### Gala Les Olivier
- 2021 – Numéro d’humour de l’année (avec Korine Côté et Gabrielle Caron)[5]

### Prix

#### Prix Gémeaux
- 2024 – Meilleurs textes jeunesse (avec Arianne Maynard-Turcotte, Luc Michaud, Pier-Luc Ouellet, et Odrée Rousseau)[6]